# 清醒開顱手術
清醒開顱手術（Awake craniotomy）是一種神經外科手術的技術，是開顱手術的一種，可以使外科醫生在病人是清醒的狀態下切除腦瘤以避免腦部損傷。在手術過程中，神經外科醫生會進行皮層測繪，以識別重要的區域，稱為“雄辯的大腦”，在切除腫瘤時不應打擾這些重要區域。